# Seyssel
Pour les articles homonymes, voir Seyssel (homonymie).

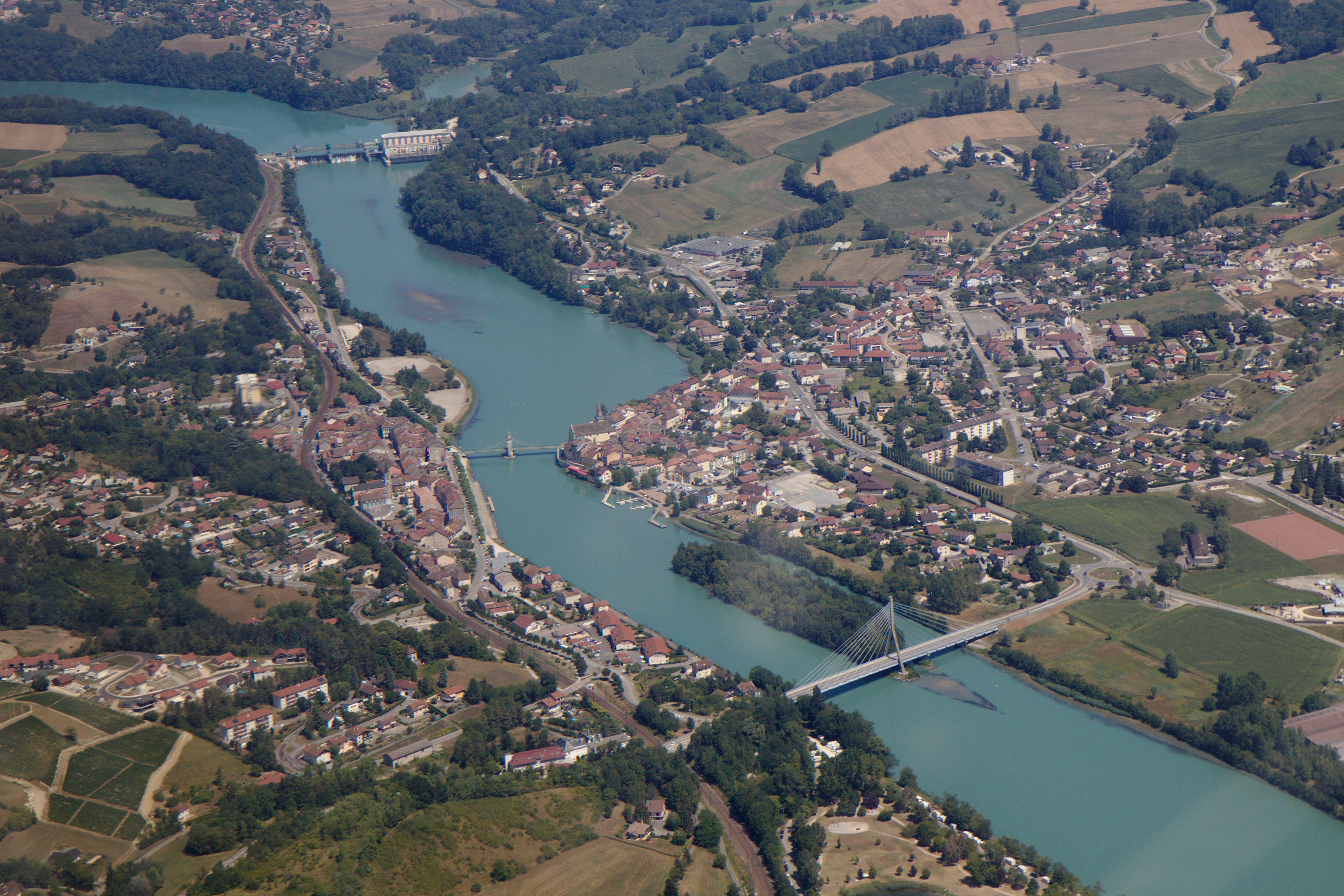
Seyssel (Ain) à gauche et Seyssel (Haute-Savoie) à droite, vus d'avion en 2018.

Seyssel est un village de France partagé entre deux communes homonymes : Seyssel dans l'Ain et Seyssel en Haute-Savoie. Le Rhône qui traverse le village et sur lequel s'appuie la limite départementale actuelle constitue l'ancienne frontière entre le duché de Savoie du royaume de Sardaigne et le duché de Bourgogne de la Couronne de France. La situation est similaire au Pont-de-Beauvoisin (Isère/Savoie), à Saint-Pierre-d'Entremont (Isère/Savoie) ou encore à Saint-Gingolph (France/Suisse).